# Kuria (île)
Pour les articles homonymes, voir Kuria.
Kuria est un atoll des Kiribati. La première mention de cette île en français porte la forme Kouria (Revue coloniale, juin 1847).

## Géographie
Kuria est située dans l'océan Pacifique, dans les îles Gilbert, dans les Kiribati. Elle est entourée par les atolls d'Aranuka à douze kilomètres au sud-est, d'Abemama au nord-est et de Maiana au nord-nord-est.
Basse et corallienne, les deux îles qui composent cet atoll de 15,48 km2 de superficie sont Buariki, la plus grande au sud-est, et Oneeke, la plus petite au nord-ouest,. Ces deux îles sont séparées par un étroit canal de vingt mètres de largeur appelé Te breeti et qui est traversé par un pont routier.
Les côtes des deux îles sont composées de plages de sable et leur végétation est notamment formée de cocotiers. Un récif corallien entoure entièrement les deux îles sur neuf kilomètres de longueur, notamment au nord-est où il peut atteindre quatre kilomètres de largeur contre cinquante mètres aux endroits les plus étroits.
La population de l'atoll s'élève à 1 082 habitants dont 1 012 Gilbertins qui se répartissent en 202 foyers sur les deux îles, dans les villages de Manenaua, le plus peuplé, Bouatoa, Buariki, Norauea, Oneeke et Tabontebike,.

## Histoire
Entre 1860 et la fin des années 1880, l'atoll de Kuria est conquis par Tenkoruti, roi d'Abemama, et gouverné par son neveu, Tembinok'. Kuria sera incorporée dans le protectorat des îles Gilbert créé en 1892.
En juin 1845, à bord de la corvette française Le Rhin sont recueillis 6 Gilbertins sur une pirogue, au large de Tabiteuea. Un chirurgien auxiliaire, M. Fabre, qui parle le polynésien et le maori, recueille auprès du plus jeune d'entre eux la toute première liste de vocabulaire de cette langue qu'il publie dans la Revue coloniale en juillet 1847. Ils étaient originaires d'Oneeke (écrit Oneheke par Fabre). Comme cet atoll a été décimé par les conquêtes d'Abemama peu de temps après, c'est le seul témoignage de la langue parlée à Kouria et la première mention de cette île dans la littérature française. Les 6 Gilbertins seront ensuite redéposés sur Onotoa.